# Cabinet fantôme de Michael Foot
Callaghan Kinnock
Michael Foot a été Leader de l'opposition du 4 novembre 1980, après sa victoire aux élections à la direction du parti de 1980, jusqu'au 2 octobre 1983, date à laquelle il a été remplacé par Neil Kinnock lors de l'élections à la direction du parti de 1983. Les élections de 1980 est de 1983 ont été respectivement déclenchées par la défaite de James Callaghan aux élections générales de 1979 et par celle de Foot aux élections générales de 1983.
Jusqu'en 2011, les parlementaires travaillistes ont élu la majeure partie des membres du cabinet fantôme. Le leader devait attribuer des portefeuilles aux élus, mais a pu attribuer des portefeuilles aux parlementaires non élus au Cabinet fantôme et refuser d'attribuer des portefeuilles aux membres élus. Par exemple, William Rodgers n'a pas reçu de portefeuille malgré sa victoire aux élections du cabinet fantôme de 1980. Quand il a quitté le parti des mois plus tard pour aider à créer le Parti social-démocrate, Tony Benn a automatiquement rejoint le cabinet fantôme. Foot a également choisi de ne pas donner de portfolio au plus radical Benn. Lorsque Benn a perdu aux élections du cabinet fantôme de 1981, tous les nouveaux membres ont reçu des portefeuilles (Ministre pour l'Europe du cabinet fantôme est devenu un poste du cabinet fantôme pour le reste du mandat de Foot en tant que leader).

## Cabinet fantôme
| Fonction | Titulaire                  | Mandat    |
| --- | -------------------------- | --------- |
| Leader de la très loyale opposition de Sa Majesté Leader du Parti travailliste                                       | Michael Foot               | 1980–1983 |
| Leader adjoint du Parti travailliste Secrétaire d'État des Affaires étrangères et du Commonwealth du cabinet fantôme | Denis Healey               | 1980–1983 |
| Chancelier de l'Échiquier du cabinet fantôme                                                                         | Peter Shore                | 1980–1983 |
| Secrétaire d'État à l'Intérieur du cabinet fantôme                                                                   | Roy Hattersley             | 1980–1983 |
| Secrétaire d'État à la Défense du cabinet fantôme                                                                    | Brynmor John               | 1980–1981 |
| Secrétaire d'État à la Défense du cabinet fantôme                                                                    | John Silkin                | 1981–1983 |
| Leader fantôme de la Chambre des communes                                                                            | John Silkin                | 1980–1983 |
| Secrétaire d'État pour l'Industrie du cabinet fantôme                                                                | Stanley Orme               | 1980–1983 |
| Secrétaire d'État à l'emploi du cabinet fantôme                                                                      | Eric Varley                | 1980–1983 |
| Secrétaire d'État à l'Environnement du cabinet fantôme                                                               | Gerald Kaufman             | 1980–1983 |
| Ministre fantôme chargé de l'élaboration des politiques                                                              | Merlyn Rees                | 1982–1983 |
| Secrétaire d'État à l'Énergie du cabinet fantôme                                                                     | Merlyn Rees                | 1980–1982 |
| Secrétaire d'État à l'Énergie du cabinet fantôme                                                                     | John Smith                 | 1982–1983 |
| Secrétaire d'État au Commerce du cabinet fantôme                                                                     | John Smith                 | 1980–1982 |
| Secrétaire d'État au Commerce du cabinet fantôme                                                                     | Peter Archer               | 1982–1983 |
| Secrétaire d'État aux Transports du cabinet fantôme                                                                  | Albert Booth               | 1980–1983 |
| Ministre de l'Agriculture, de la Pêche et de l'Alimentation du cabinet fantôme                                       | Roy Mason                  | 1980–1981 |
| Ministre de l'Agriculture, de la Pêche et de l'Alimentation du cabinet fantôme                                       | Norman Buchan              | 1981–1983 |
| Secrétaire d'État aux services sociaux du cabinet fantôme                                                            | Norman Buchan              | 1980–1981 |
| Secrétaire d'État aux services sociaux du cabinet fantôme                                                            | Brynmor John               | 1981–1983 |
| Secrétaires d'État de l'Éducation et de la Science du cabinet fantôme                                                | Neil Kinnock               | 1980–1983 |
| Secrétaire d'État à la Santé du cabinet fantôme                                                                      | Gwyneth Dunwoody           | 1980–1983 |
| Secrétaire d'État pour l'Écosse du cabinet fantôme                                                                   | Bruce Millan               | 1980–1983 |
| Secrétaire d'État pour le Pays de Galles du cabinet fantôme                                                          | Alec Jones                 | 1980–1983 |
| Secrétaire d'État pour l'Irlande du Nord du cabinet fantôme                                                          | Don Concannon              | 1980–1983 |
| Ministre pour le développement de l'outre-mer du cabinet fantôme                                                     | Frank McElhone             | 1980–1982 |
| Ministre pour le développement de l'outre-mer du cabinet fantôme                                                     | Guy Barnett                | 1982–1983 |
| Ministre de l'ombre sans portefeuille                                                                                | William Rodgers            | 1980–1981 |
| Ministre de l'ombre sans portefeuille                                                                                | Tony Benn                  | 1981      |
| Ministre pour l'Europe du cabinet fantôme                                                                            | Eric Heffer                | 1981–1983 |
| Leader de l'Opposition à la Chambre des lords                                                                        | Fred Peart                 | 1980–1982 |
| Leader de l'Opposition à la Chambre des lords                                                                        | Lord Cledwyn de Penrhos    | 1982–1983 |
| Whip en chef de la Chambre des communes du cabinet fantôme                                                           | Michael Cocks              | 1980–1983 |
| Whip en chef de la Chambre des lords du cabinet fantôme                                                              | Annie Llewelyn-Davies      | 1980–1982 |
| Whip en chef de la Chambre des lords du cabinet fantôme                                                              | Lord Ponsonby de Shulbrede | 1982–1983 |
| Procureur général du cabinet fantôme                                                                                 | John Morris                | 1980–1981 |
| Procureur général du cabinet fantôme                                                                                 | Peter Archer               | 1981–1982 |
| Procureur général du cabinet fantôme                                                                                 | Arthur Davidson            | 1982–1983 |

## Cabinet fantôme initiale
Foot a annoncé son premier cabinet fantôme le 8 décembre 1980, à la suite des élections du cabinet fantôme de 1980.
- Michael Foot – Leader de la très loyale opposition de Sa Majesté
- Denis Healey – Leader adjoint du Parti travailliste et Secrétaire d'État des Affaires étrangères et du Commonwealth du cabinet fantôme
- Peter Shore – Chancelier de l'Échiquier du cabinet fantôme
- Roy Hattersley – Secrétaire d'État à l'Intérieur du cabinet fantôme
- John Silkin – Leader fantôme de la Chambre des communes
- Brynmor John – Secrétaire d'État à la Défense du cabinet fantôme
- Stanley Orme – Secrétaire d'État pour l'Industrie du cabinet fantôme
- Eric Varley – Secrétaire d'État à l'emploi du cabinet fantôme
- Gerald Kaufman – Secrétaire d'État à l'Environnement du cabinet fantôme
- Merlyn Rees – Secrétaire d'État à l'Énergie du cabinet fantôme
- John Smith – Secrétaire d'État au Commerce du cabinet fantôme
- Albert Booth – Secrétaire d'État aux Transports du cabinet fantôme
- Roy Mason – Ministre de l'Agriculture, de la Pêche et de l'Alimentation du cabinet fantôme
- Neil Kinnock – Secrétaires d'État de l'Éducation et de la Science du cabinet fantôme
- Norman Buchan – Secrétaire d'État aux services sociaux du cabinet fantôme
- Gwyneth Dunwoody – Secrétaire d'État à la Santé du cabinet fantôme
- Bruce Millan – Secrétaire d'État pour l'Écosse du cabinet fantôme
- Alec Jones – Secrétaire d'État pour le Pays de Galles du cabinet fantôme
- Don Concannon – Secrétaire d'État pour l'Irlande du Nord du cabinet fantôme
- Frank McElhone – Ministre pour le développement de l'outre-mer du cabinet fantôme
- John Morris – Procureur général du cabinet fantôme
- William Rodgers – Ministre de l'ombre sans portefeuille
- Fred Peart – Leader de l'Opposition à la Chambre des lords
- Michael Cocks – Whip en chef de la chambre des communes du cabinet fantôme
- Annie Llewelyn-Davies – Whip en chef de la chambre des lords du cabinet fantôme

### Changements
- 27 janvier 1981: Rodgers démissionne du cabinet fantôme et est remplacé par Tony Benn. Cela est venu quelques jours après que Rodgers, Shirley Williams, David Owen et Roy Jenkins (le gang des quatre) ont créé le Conseil pour la social-démocratie[2], une étape sur le chemin de leur création du Parti social-démocrate.

## Remaniement de 1981
Le 24 novembre 1981, après les élections du cabinet fantôme de 1981, Foot remania le cabinet fantôme. Brynmor John est passé de la Défense aux Services sociaux et a été remplacé par Silkin, qui a conservé le poste de leader de l'ombre de la Chambre. Buchnan a remplacé Mason à l'Agriculture. Benn, Mason et Morris ont été exclus du cabinet fantôme. Peter Archer et Eric Heffer ont rejoint le cabinet fantôme en tant que procureur général fantôme et ministre fantôme de l'Europe.
- Michael Foot – Leader de la très loyale opposition de Sa Majesté
- Denis Healey – Leader adjoint du Parti travailliste et Secrétaire d'État des Affaires étrangères et du Commonwealth du cabinet fantôme
- Peter Shore – Chancelier de l'Échiquier du cabinet fantôme
- Roy Hattersley – Secrétaire d'État à l'Intérieur du cabinet fantôme
- John Silkin – Secrétaire d'État à la Défense du cabinet fantôme et Leader fantôme de la Chambre des communes
- Brynmor John – Secrétaire d'État aux services sociaux du cabinet fantôme
- Stanley Orme – Secrétaire d'État pour l'Industrie du cabinet fantôme
- Eric Varley – Secrétaire d'État à l'emploi du cabinet fantôme
- Gerald Kaufman – Secrétaire d'État à l'Environnement du cabinet fantôme
- Merlyn Rees – Secrétaire d'État à l'Énergie du cabinet fantôme
- John Smith – Secrétaire d'État au Commerce du cabinet fantôme
- Albert Booth – Secrétaire d'État aux Transports du cabinet fantôme
- Norman Buchan – Ministre de l'Agriculture, de la Pêche et de l'Alimentation du cabinet fantôme
- Neil Kinnock – Secrétaires d'État de l'Éducation et de la Science du cabinet fantôme
- Gwyneth Dunwoody – Secrétaire d'État à la Santé du cabinet fantôme
- Bruce Millan – Secrétaire d'État pour l'Écosse du cabinet fantôme
- Alec Jones – Secrétaire d'État pour le Pays de Galles du cabinet fantôme
- Don Concannon – Secrétaire d'État pour l'Irlande du Nord du cabinet fantôme
- Frank McElhone – Ministre pour le développement de l'outre-mer du cabinet fantôme
- Eric Heffer –  Ministre pour l'Europe du cabinet fantôme
- Peter Archer – Procureur général du cabinet fantôme
- Fred Peart – Leader de l'Opposition à la Chambre des lords
- Michael Cocks – Whip en chef de la chambre des communes du cabinet fantôme
- Annie Llewelyn-Davies– Whip en chef de la chambre des lords du cabinet fantôme

### Changements
- 22 septembre 1982: McElhone décède, remplacé par Guy Barnett.
- 4 novembre 1982: Lord Cledwyn de Penrhos a vaincu le leader sortant des Lords, Lord Peart[4]. Lord Ponsonby de Shulbrede a également succédé à la baronne Llewelyn-Davies en tant que Whip en chef de la chambre des lords.
- 24 novembre 1982: Foot a procédé à un mini-remaniement après les élections de 1982 du cabinet fantôme. Smith est passé du commerce à l'énergie et Rees est passé à un rôle politique[5]. Archer a remplacé Smith au commerce[6]. À son tour, Arthur Davidson l'a remplacé comme procureur général de l'ombre jusqu'à ce qu'il perde son siège lors de l'élection générale de 1983, lorsque John Morris est revenu au rôle de procureur général de l'ombre (qu'il occuperait par l'intermédiaire de dirigeants successifs jusqu'en 1997, quand il est devenu procureur général)[7].
- 20 mars 1983: Jones est mort, remplacé par Denzil Davies[8].